# 高橋仁 (実業家)
高橋 仁（たかはし じん、1968年12月2日 - ）は、日本の実業家、元馬主。

## 経歴
1968年、福島県二本松市出身。1995年に立教大学社会学部産業関係学科を卒業したが、在学中から不動産会社に営業で勤めていた。その後不動産会社を退職、大手のエステサロンで美容部部長となり、1999年には資金繰りのために福島県でラーメン店を開店したのち、2002年にジンコーポレーションを郡山市に設立した。翌年、ミュゼプラチナム1号店を開店。

## 馬主活動と所有馬

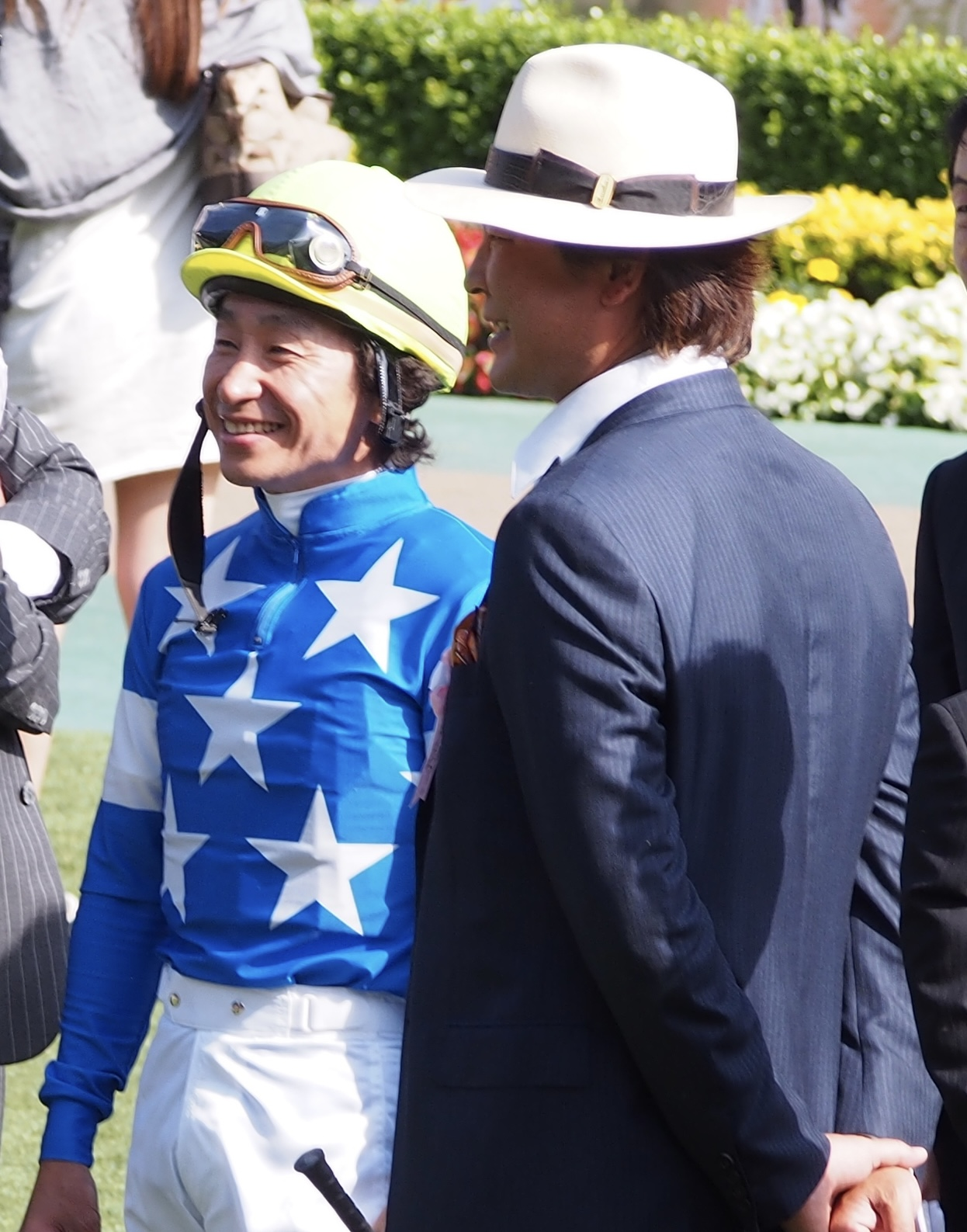
高橋仁の勝負服を着用した横山典弘（左）と高橋（右）

日本中央競馬会（JRA）に登録していた馬主としても知られた。勝負服の柄は青、白星散、袖白一本輪、冠名は「ミュゼ」を用いた。
2011年頃に馬主となり、2015年には馬主歴4年で日本ダービーに所有馬を二頭出ししたが、会社の経営不振などもあり同年9月に所有馬を坂本肇に売却し、所有馬がゼロとなった。

### 主な所有馬
- ミュゼスルタン（2014年新潟2歳ステークス、2015年NHKマイルカップ3着）[注 2]
- ミュゼエイリアン（2015年毎日杯）[注 3]
- ミュゼゴースト（2015年ラジオNIKKEI賞2着）[注 4]

## 著書
- 『すべては女性のキレイのために』（幻冬舎、2010年。ISBN 978-4344997431）
- 『リアルフリーのビジネス戦略』（幻冬舎、2012年。ISBN 978-4344998209）